# Thomas Vints
Thomas Vints (Beringen, 21 mei 1987) is een Belgisch politicus voor de CD&V. Hij is sinds 2019 burgemeester van Beringen.

## Levensloop
Thomas Vints is geboren op 21 mei 1987 en groeide op in Beringen-Centrum. Hij is de kleinzoon van Marcel Vints, onderwijzer in de lagere school van het Sint Jozefscollege van Beringen en als christendemocraat actief in de toenmalige gemeente Koersel, waar hij van 1965 tot 1968 burgemeester was en van 1968 tot 1986 deputé in Limburg is geweest. Na zijn middelbare studies aan het Sint-Jozefscollege studeerde Thomas aan de Sociale Hogeschool van Heverlee en de Katholieke Universiteit Leuven, hij werd bachelor in het maatschappelijk werk en master in het Overheidsmanagement en –beleid. Hij was actief betrokken bij de jeugdbeweging Scouts & Gidsen Beringen-Centrum. Na zijn opleiding werd hij vakbondssecretaris bij ACV Openbare Diensten.

## Politieke carrière
In 2012 werd Vints verkozen als gemeenteraadslid in Beringen en koos hij voor een carrière in de politiek. Hij ging aan de slag als communicatiemedewerker van Wouter Beke, toen nationaal voorzitter voor CD&V. In 2016 werd Vints schepen van Welzijn en Educatie. Bij de gemeenteraadsverkiezingen van 2018 trok Vints de lijst voor CD&V en werd zijn partij de grootste fractie. Op 31-jarige leeftijd werd Vints voor het eerst burgemeester van Beringen. Hij was op dat moment een van de jongste burgemeesters van het land. 
Tijdens de gemeenteraadsverkiezingen op 13 oktober 2024 trok Vints opnieuw de lijst voor CD&V Beringen. Met 5.416 voorkeurstemmen werd hij overtuigend herverkozen als burgemeester. Zijn bevoegdheden zijn Veiligheid, Algemeen Beleid, Personeel, Communicatie, Stadsontwikkeling en Industrie. 
Op 13 oktober 2024 waren het ook provincieraadsverkiezingen, waarbij Vints de lijst van lijsttrekker Tom Vandeput steunde. Vints kwam als opvolger in de provincieraad is sinds december 2024 provincieraadslid in Limburg. Daarnaast kreeg hij van zijn partij het vertrouwen om vanaf maart 2025 partijgenoot Luc Wouters op te volgen als voorzitter van Limburg.net, de afvalintercommunale van Limburg en Diest. 